# Leshan

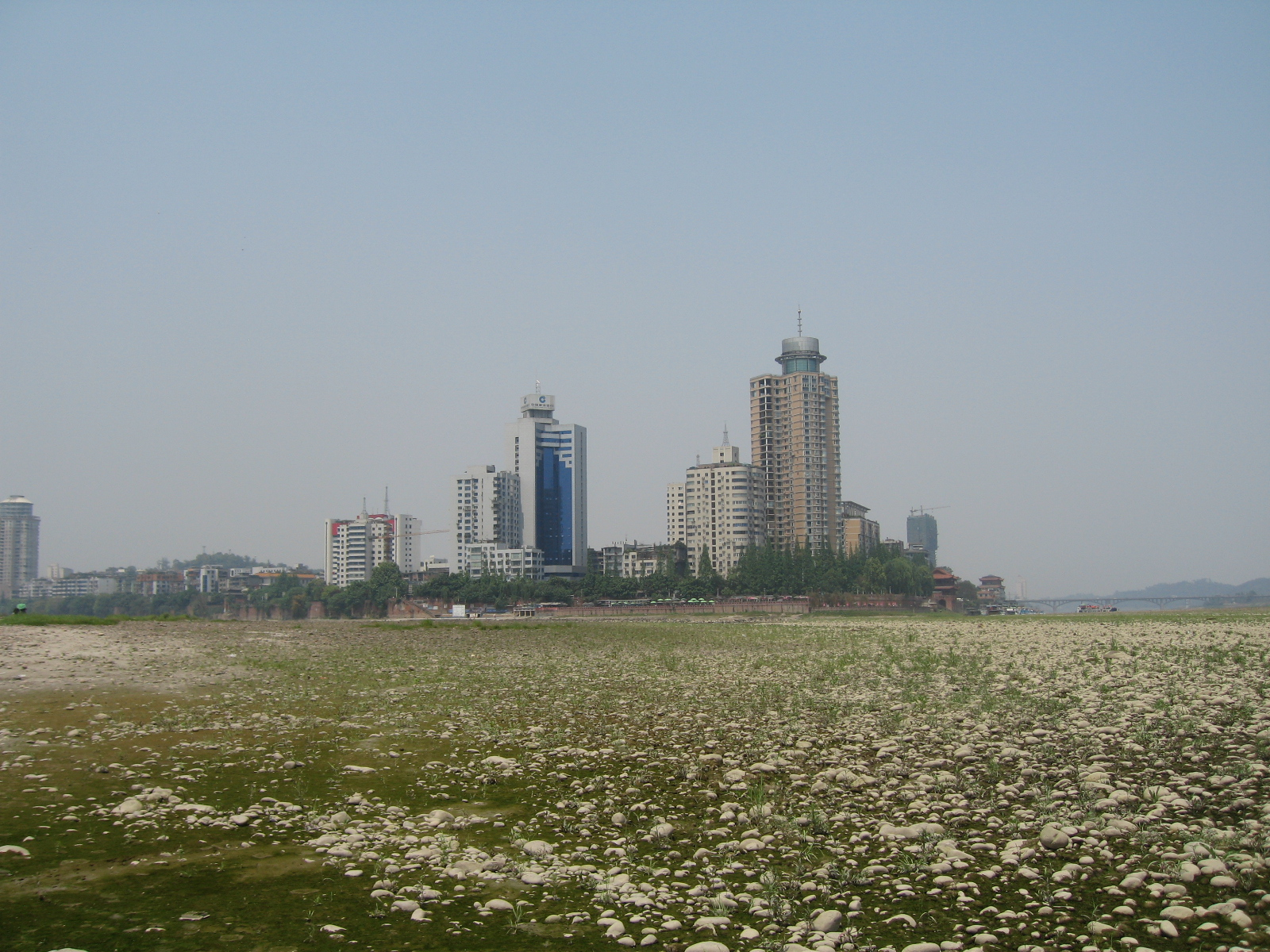
Skyline de Leshan

 Leshan  (en xinès: 乐山 市, pinyin: Leshan shì, Literalment: muntanya feliç) és una ciutat-prefectura a la província de Sichuan, República Popular de la Xina. A una distància aproximada de 260 quilòmetres de la capital provincial. Limita al nord amb Meishan, al sud amb Yibin, al nord-oest amb Ya'an ia l'est amb Zigong. La seva àrea és de 12,856 km² i la seva població és de 3.530.000.

## Administració
La ciutat prefectura de Leshan administra 4 districtes, 1 ciutat, 3 comtats i 2 comtats autònoms.
- Districte Shizhong 市 中 区
- Districte Shawan 沙湾 区
- Districte Wutongqiao 五 通 桥 区
- Districte Jinkouhe 金口 河 区
- Ciutat Emeishan 峨眉山 市
- Comtat Qianwei 犍为县
- Comtat Jingyan 井研 县
- Comtat Muchuan 沐川县
- Comtat autònom Ebian Yi 峨边 彝族 自治县
- Comtat autònom Mabian Yi 马 边 彝族 自治县

## Clima
El clima de la ciutat està influenciat pel clima subtropical humit. L'hivern és curt i una mica sec, sent les nevades poc freqüents, els estius són llargs i humits i així i les onades de calor són escasses. El mes més fred és gener amb 7C i juliol el més calent amb 30C. Més del 70% de la pluja cau de juny a setembre
| Paràmetres climàtics mitjans de Leshan (1971-2000) | Paràmetres climàtics mitjans de Leshan (1971-2000) | Paràmetres climàtics mitjans de Leshan (1971-2000) | Paràmetres climàtics mitjans de Leshan (1971-2000) | Paràmetres climàtics mitjans de Leshan (1971-2000) | Paràmetres climàtics mitjans de Leshan (1971-2000) | Paràmetres climàtics mitjans de Leshan (1971-2000) | Paràmetres climàtics mitjans de Leshan (1971-2000) | Paràmetres climàtics mitjans de Leshan (1971-2000) | Paràmetres climàtics mitjans de Leshan (1971-2000) | Paràmetres climàtics mitjans de Leshan (1971-2000) | Paràmetres climàtics mitjans de Leshan (1971-2000) | Paràmetres climàtics mitjans de Leshan (1971-2000) | Paràmetres climàtics mitjans de Leshan (1971-2000) |
| Mes                                                | Gen.                                               | Feb.                                               | Mar.                                               | Abr.                                               | Mai.                                               | Jun.                                               | Jul.                                               | Ago.                                               | Set.                                               | Oct.                                               | Nov.                                               | Des.                                               | Anual                                              |
| -------------------------------------------------- | -------------------------------------------------- | -------------------------------------------------- | -------------------------------------------------- | -------------------------------------------------- | -------------------------------------------------- | -------------------------------------------------- | -------------------------------------------------- | -------------------------------------------------- | -------------------------------------------------- | -------------------------------------------------- | -------------------------------------------------- | -------------------------------------------------- | -------------------------------------------------- |
| Font:                                              |                                                    |                                                    |                                                    |                                                    |                                                    |                                                    |                                                    |                                                    |                                                    |                                                    |                                                    |                                                    |                                                    |

## Buda gegant de Leshan

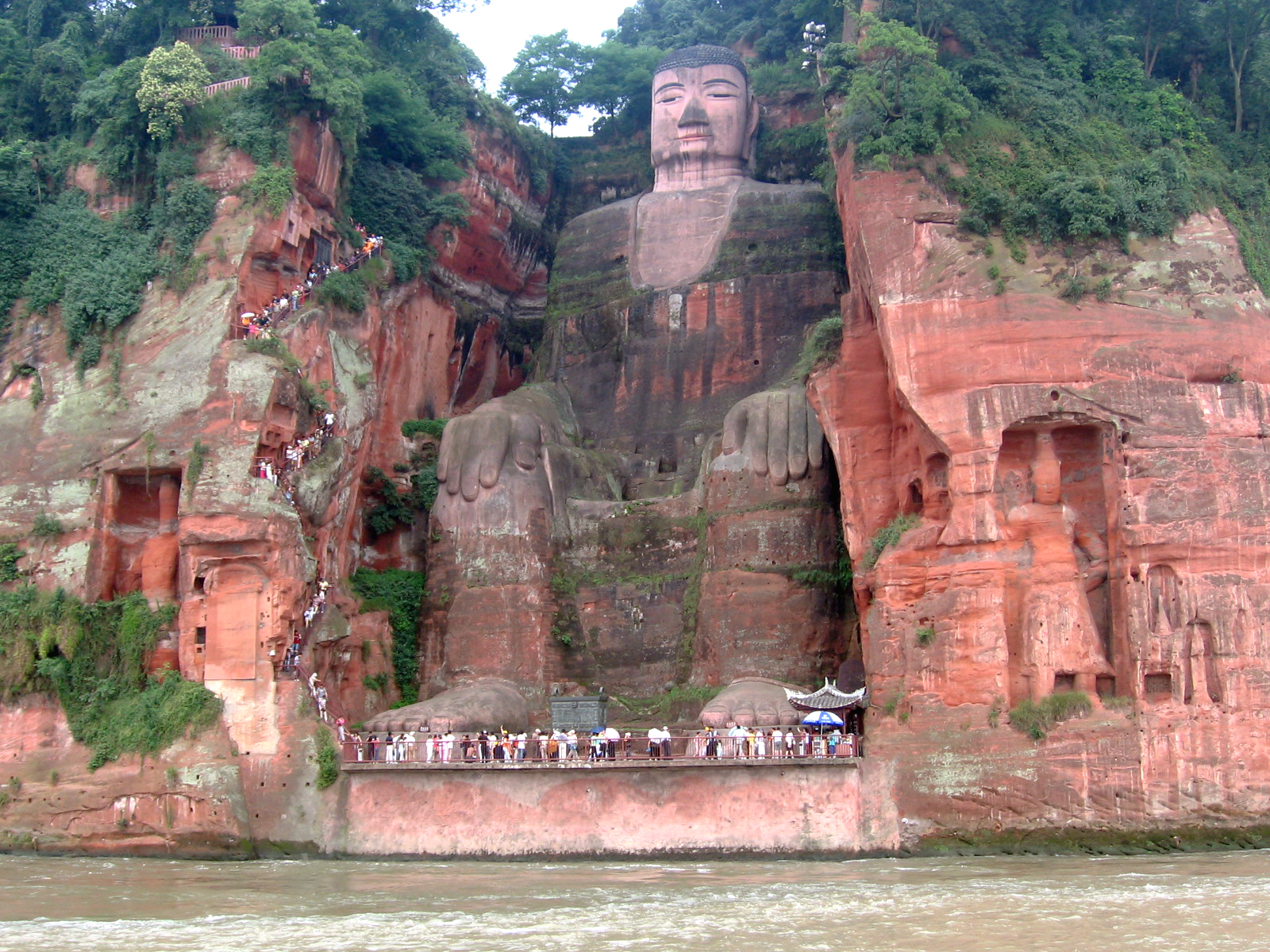
Buda gegant de Leshan

Leshan té dins del seu districte el famós Buda gegant de Leshan, que va ser inclòs per la Unesco l'any 1996 juntament amb el paisatge panoràmic del mont Emei, a la llista de llocs considerats Patrimoni de la Humanitat.
El Buda gegant de Leshan és l'escultura esculpida en pedra de Buda més alta del món. Va ser construïda durant la dinastia Tang. Està tallada en un penya-segat que es troba a les confluències dels rius Min Jiang, Dadu i Qingyi, a la part sud de la província xinesa de Sichuan. L'escultura està enfront del mont Emei, mentre l'aigua dels rius corre pels peus de Buda.

## Terratrèmol del 20 d'abril de 2013
La matinada del dissabte 20 d'abril de 2013 va tenir lloc un Terratrèmol de magnitud M 6.6, amb epicentre a 107 km al NO de Leshan.

## Galeria

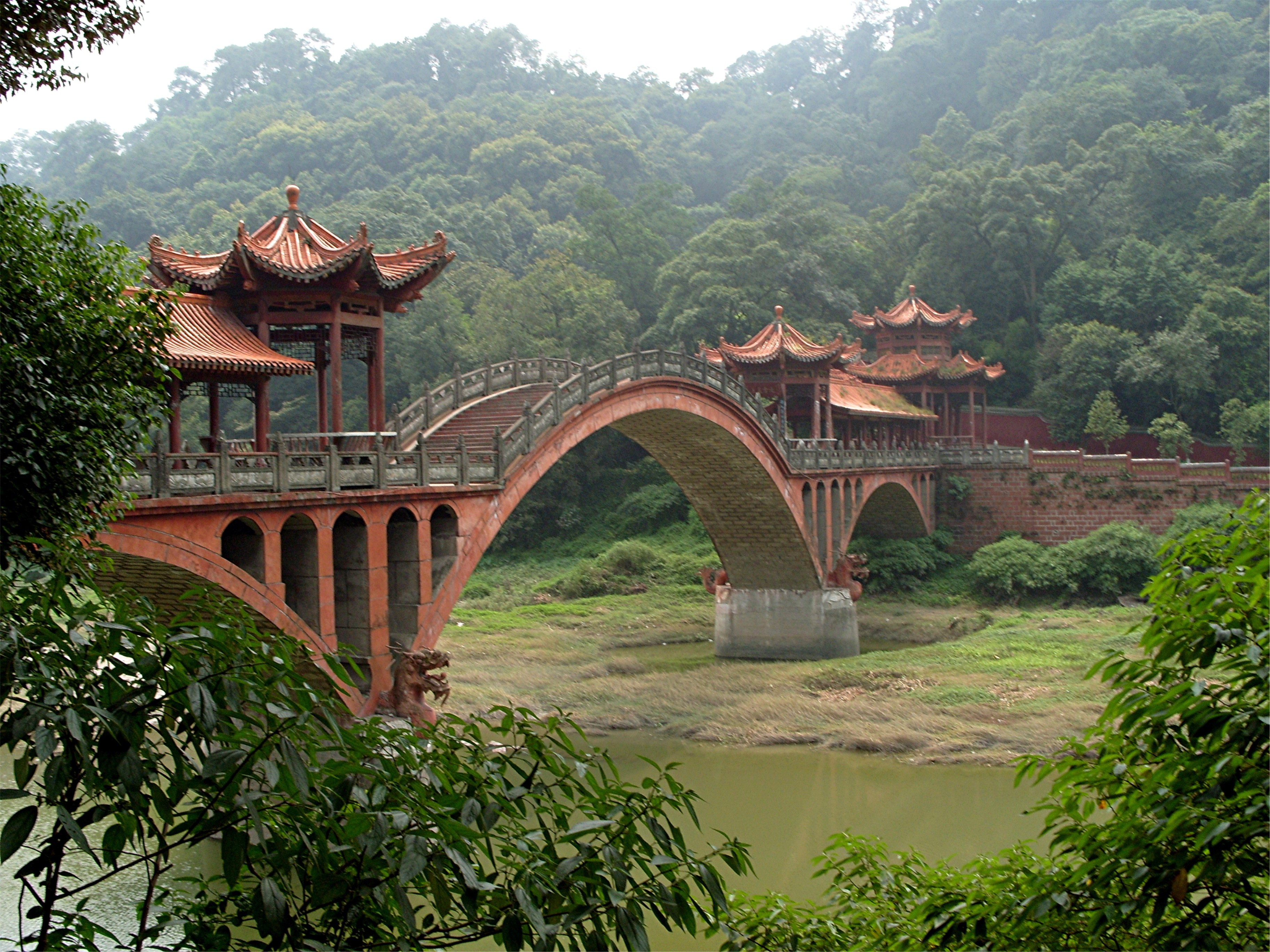
Pont d'arc de pedra de Leshan
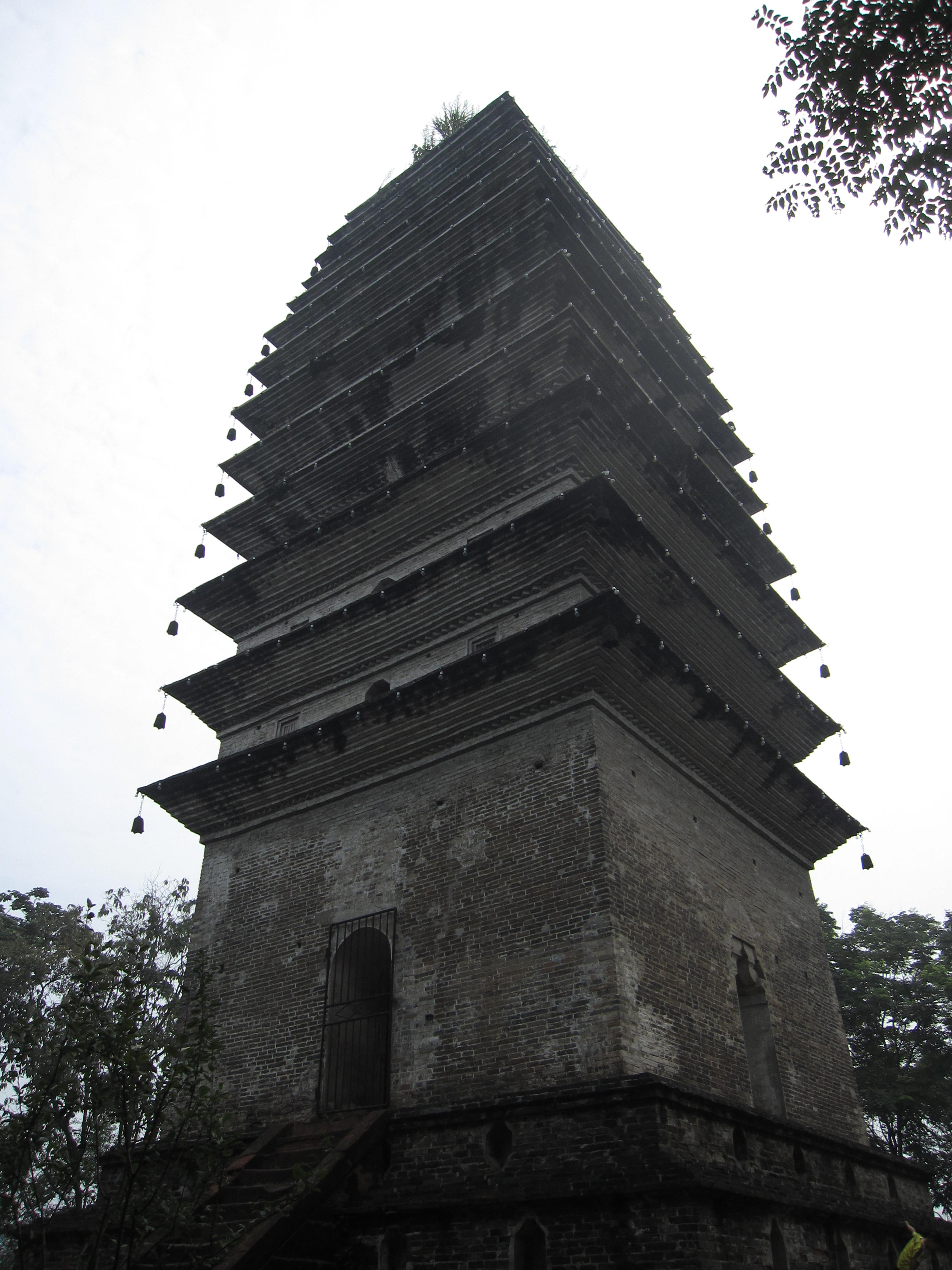
Pagoda Lingbao
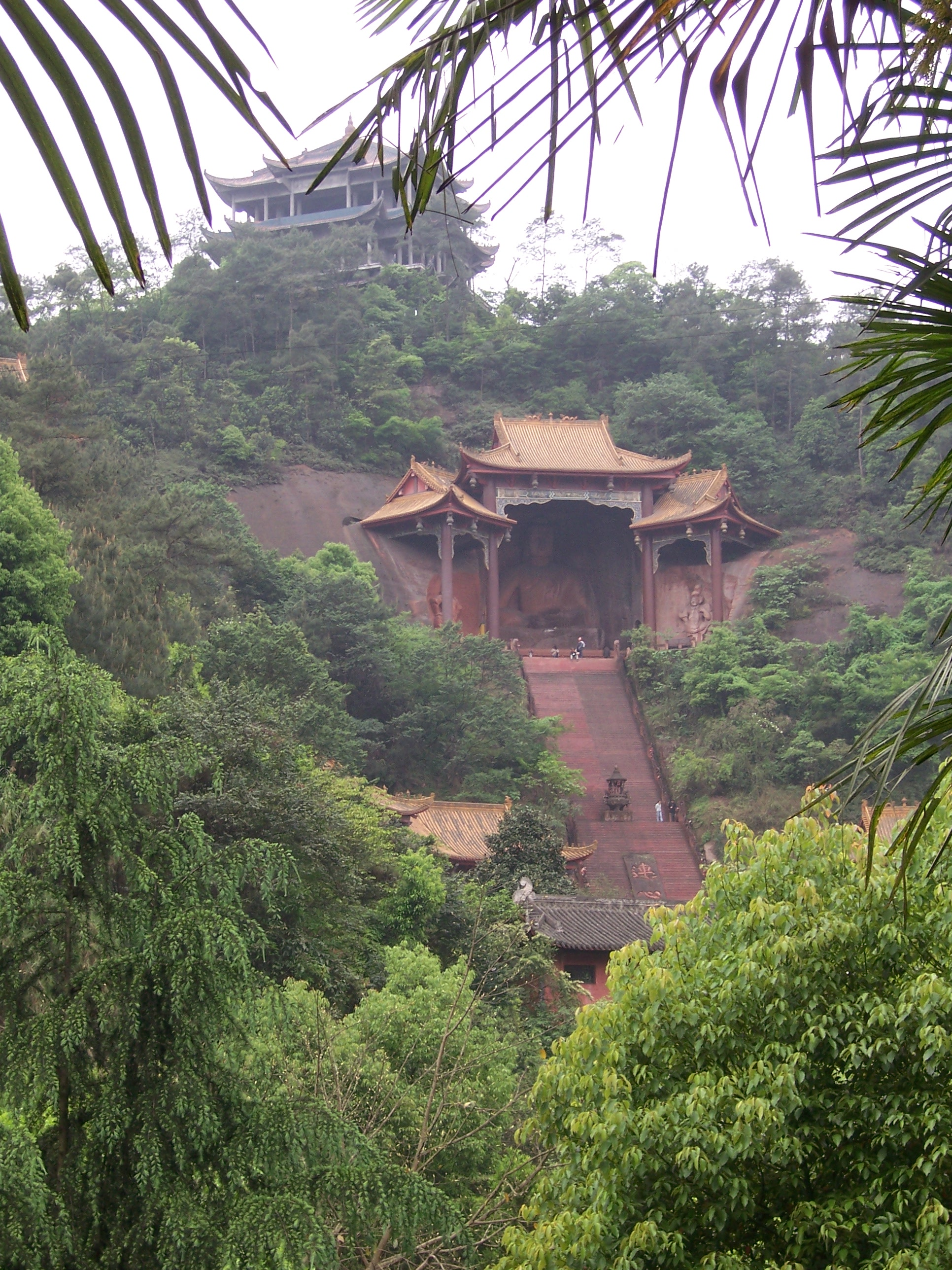
Temples Budistes
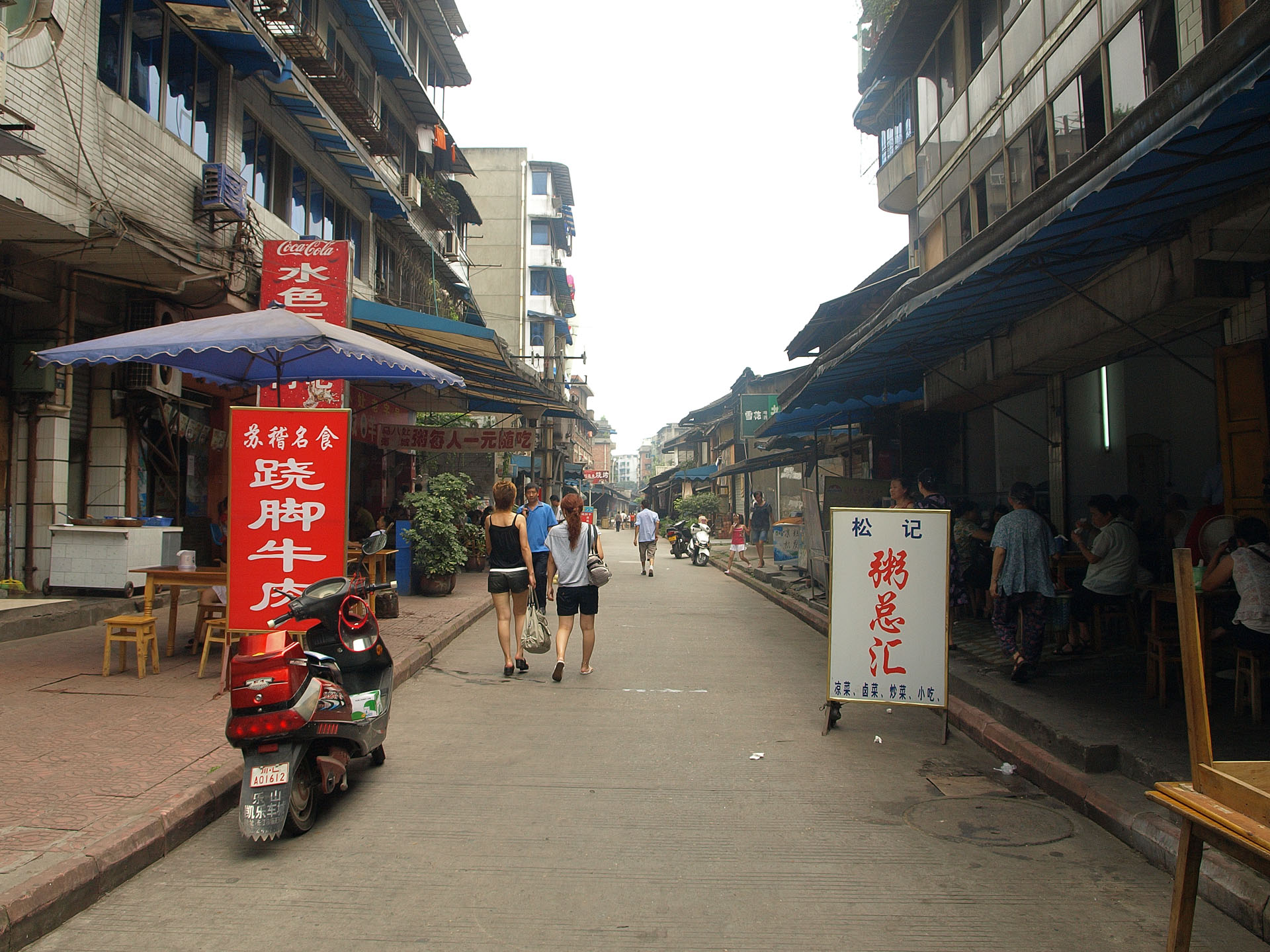
Una carrer dels suburbis de Leshan